# 568년

## 연호
- 남진(南陳) 광대(光大) 2년
- 후량(後梁) 천보(天保) 7년
- 북제(北齊) 천통(天統) 4년
- 북주(北周) 천화(天和) 3년
- 신라(新羅) 대창(大昌) 원년

## 기년
- 남진(南陳) 폐제(廢帝) 2년
- 북제(北齊) 후주(後主) 4년
- 북주(北周) 무제(武帝) 8년
- 신라(新羅) 진흥왕(眞興王) 29년
- 고구려(高句麗) 평원왕(平原王) 10년
- 백제(百濟) 위덕왕(威德王) 15년

## 사건
- 신라 진흥왕이 대창(大昌)으로 개원하다. 마운령비와 황초령비를 세우다.
- 랑고바르드족 부족장인 알보이누스가 아드리아해 상류 지역을 거쳐 동로마 제국령 이탈리아를 침공하였다. 이들은 파비아를 중심으로 랑고바르드 평원에 정착했다.[1]

## 탄생
- 고구려(高句麗)의 막리지(莫離支) 연태조(淵太祚)

## 사망
1. ↑  이경구 (2009). “8세기 중엽 교황의 리더십”. 《역사와담론》 (호남사학회).